# 斯科特·品克尼
斯科特·品克尼（Scott Pinckney，1989年3月13日—）是一位美國高爾夫球選手。他參加高爾夫歐巡賽、挑戰巡迴賽、Web.com巡迴賽和PGA巡迴賽的賽事。品克尼出生在猶他州，畢業於亞利桑那州立大學。他在2010年首次贏得業餘賽事的冠軍。2011年，他首次參加了高爾夫美國公開賽。